# Cantón Quinsaloma
El Cantón Quinsaloma es uno de los 13 cantones que conforman la provincia de Los Ríos en la región Costa, . Su cabecera cantonal es la ciudad de Quinsaloma.

## Creación
Quinsaloma es uno de los cantones más jóvenes del Ecuador ya que fue creado el 20 de noviembre de 2007, mediante publicación en el Registro Oficial Nº 215. Previamente había pertenecido a Ventanas, en calidad de parroquia desde el 15 de noviembre de 1979 hasta la fecha de cantonización.

## Límites Geográficos
| Noroeste: Quevedo  | Norte: Valencia | Noreste: La Maná        |
| Oeste: Ventanas    |                 | Este: Pangua, Las Naves |
| Suroeste: Ventanas | Sur: Ventanas   | Sureste: Ventanas       |

## Organización político-administrativa

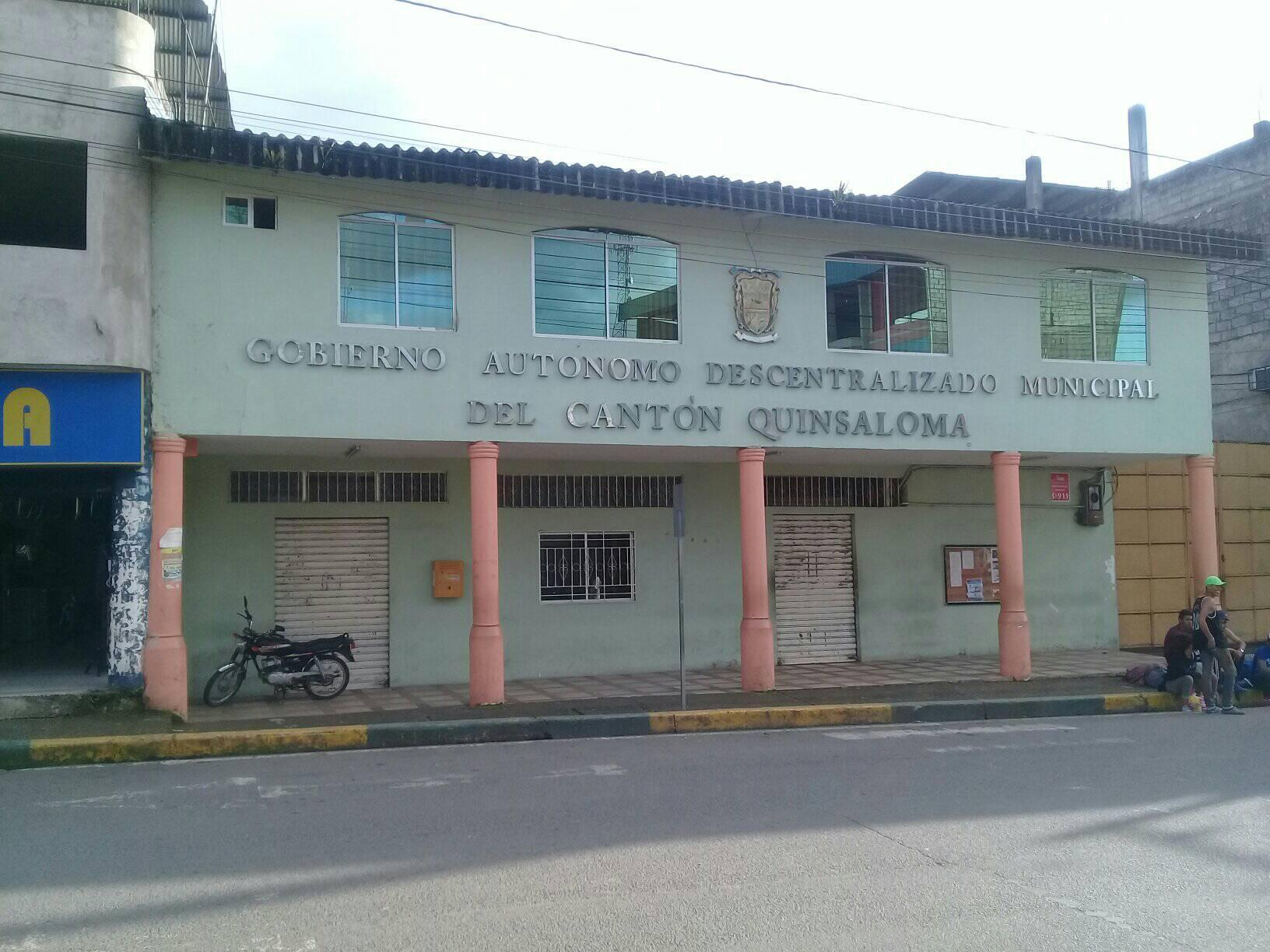
Sede del Gobierno Municipal de Quinsaloma.

El cantón Quinsaloma, al igual que los demás cantones ecuatorianos, se rige por un gobierno municipal según lo estipulado en la Constitución Política Nacional. El Gobierno Municipal de Quinsaloma es una entidad de gobierno seccional que administra el cantón de forma autónoma al gobierno central.
El gobierno Municipal de Quinsaloma, se rige principalmente sobre la base de lo estipulado en los artículos 253 y 264 de la Constitución Política de la República y en la Ley de Régimen Municipal en sus artículos 1 y 16, que establece la autonomía funcional, económica y administrativa de la entidad.

### Alcaldía
El poder ejecutivo del cantón es desempeñado por un ciudadano con título de Alcalde de Quinsaloma, el cual es elegido por sufragio directo en una sola vuelta electoral sin fórmulas o binomios en las elecciones municipales. El vicealcalde no es elegido de la misma manera, ya que una vez instalado el Concejo Cantonal de Quinsaloma se elegirá entre los ediles un encargado para aquel cargo. El alcalde y el vicealcalde duran cuatro años en sus funciones, y en el caso del alcalde, tiene la opción de reelección inmediata o sucesiva. El alcalde es el máximo representante de la municipalidad y tiene voto dirimente en el concejo cantonal, mientras que el vicealcalde realiza las funciones del alcalde de modo suplente mientras no pueda ejercer sus funciones el alcalde titular.
El alcalde cuenta con su propio gabinete de administración municipal mediante múltiples direcciones de nivel de asesoría, de apoyo y operativo. Los encargados de aquellas direcciones municipales son designados por el propio alcalde.
Actualmente el Alcalde de Quinsaloma es Cristian Aldaz.

### Concejo cantonal
El poder legislativo del cantón es ejercido por el Concejo Cantonal de Quinsaloma el cual es un parlamento unicameral que se constituye al igual que en los demás cantones mediante la disposición del artículo 253 de la Constitución Política Nacional. De acuerdo a lo establecido en la ley, la cantidad de miembros del concejo representa proporcionalmente a la población del cantón.
El cantón Quinsaloma posee cinco concejales, los cuales son elegidos mediante sufragio (Sistema D'Hondt) y duran en sus funciones cuatro años pudiendo ser reelegidos indefinidamente. De los siete ediles, cinco representan a la población urbana mientras que dos representa a las zonas rurales. El alcalde y el vicealcalde presiden el concejo en sus sesiones. Al recién instalarse el concejo cantonal por primera vez los miembros eligen de entre ellos un designado para el cargo de vicealcalde de la ciudad.
Los miembros del concejo cantonal organizarán las distintas comisiones municipales conforme a lo preescrito en los artículos 85 y 93 de la Codificación de Ley Orgánica de Régimen Municipal. Las comisiones están conformadas por los miembros principales y suplentes del concejo cantonal y por designados dentro de las diferentes instituciones públicas del cantón. Un concejal puede ser parte de más de una comisión.

## Celebraciones patronales y festividades
Fechas	Festividad en el Cantón
- Viernes y sábado de inicios de Carnaval. Carnaval del Cantón Quinsaloma

- Quincena del Carnaval en el Rcto. San Miguel de Los Ríos

- 28 de abril Fiestas de las Palmitas

- 2 de agosto Fiesta de los Ángeles

- 9-10 de agosto Fiestas patronales de San Lorenzo de Quinsaloma

- 16 de agosto Fiestas del recinto Estero de Piedra

- 27-28-29 de septiembre Fiestas del recinto San Miguel de los Ríos

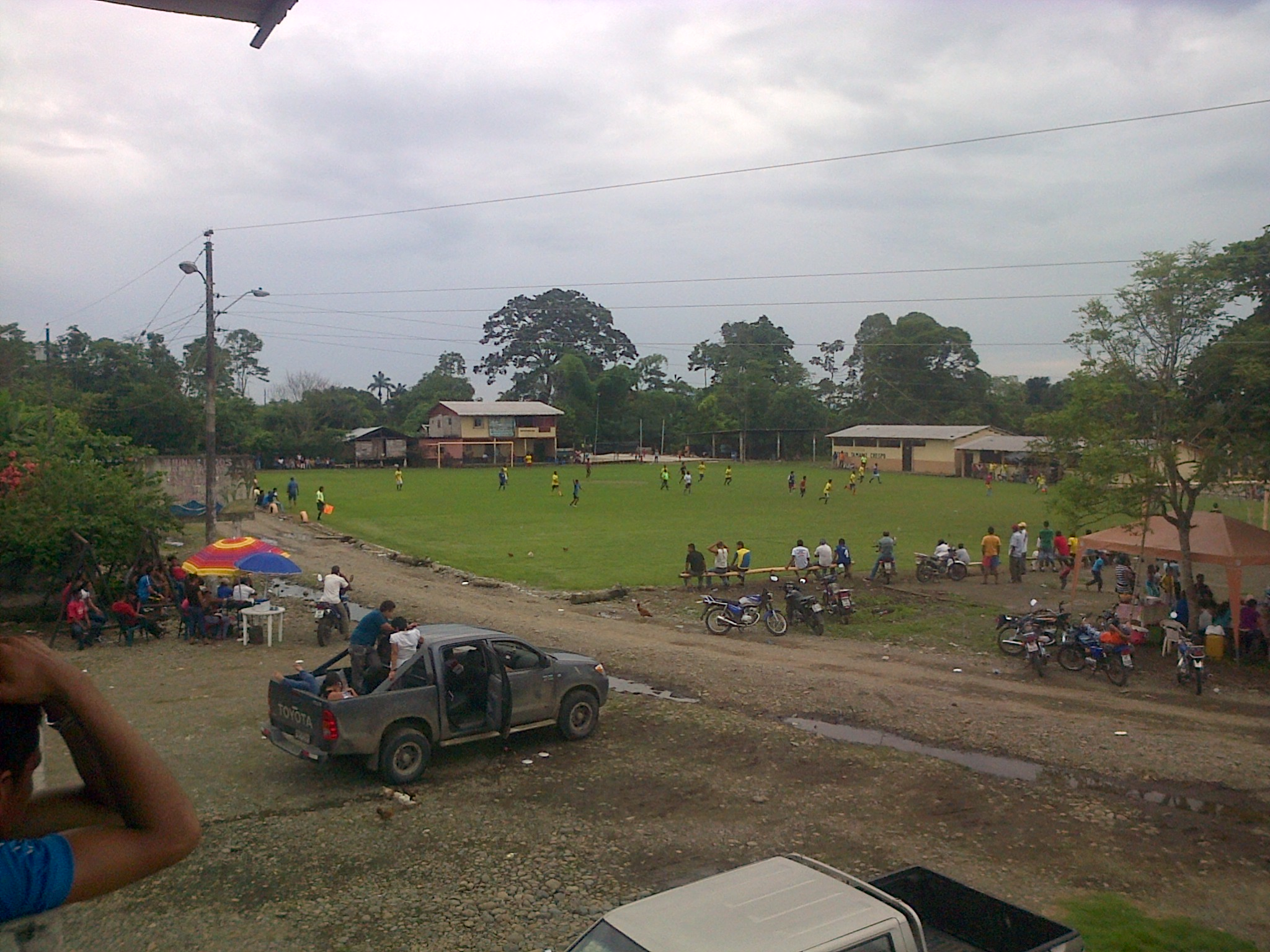
Partido de Fútbol en el Rcto. Estero de Damas

- 23-24 de septiembre Fiestas de las Mercedes de Quinsaloma

- 3 de octubre Fiestas de Recinto Pambilar de Calope

- 4 de octubre Fiestas de Recinto Balserio

- 12 de octubre Festividades del Sector 12 de Octubre

- 12 de octubre Festividades del Recinto La Lorena

- 20 de octubre Llegada del Sagrado Corazón de Jesús, Festividades del Recinto Estero de Damas

- 15 al 20 de noviembre FIESTAS DE CANTONIZACIÓN DE QUINSALOMA

- 2 de diciembre Fiestas del Recinto El Paraíso
- 31 de diciembre Fiesta de fin de año.